# Lassallestraße (München)
Die Lassallestraße ist eine ca. 1,5 km lange Innerortsstraße vom Münchner Stadtbezirk Moosach in die Siedlung am Lerchenauer See im Stadtbezirk Feldmoching-Hasenbergl. Sie ist die Verlängerung der Hanauer Straße und führt von der Triebstraße zur Franz-Fackler-Straße.

## Beschreibung
An ihr liegen die Eggarten-Siedlung, die Kapernaumkirche und der Lerchenauer See. Die zu Beginn sechsspurige Straße wird vor der Unterquerung des Münchner Nordrings zweispurig.
Sie wurde im Jahr 1963 nach dem sozialistischen Politiker Ferdinand Lassalle benannt. Die Straße war vor der Umbenennung unter der Bezeichnung Aufhüttenstraße bekannt.

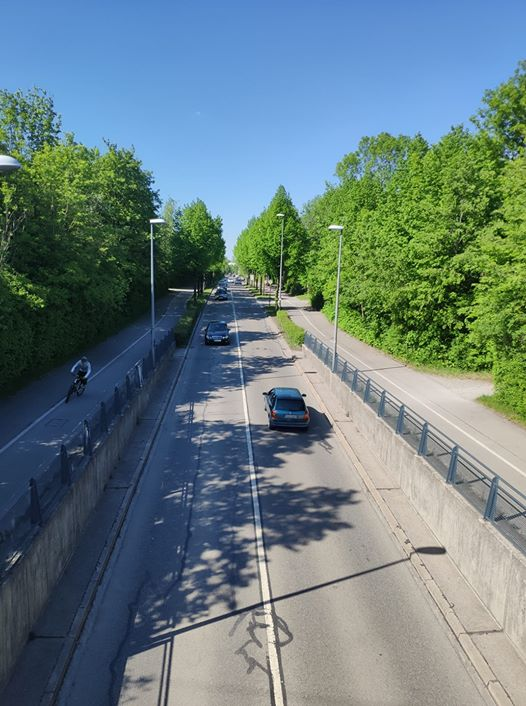
Blick von der Eisenbahnbrücke nach Norden
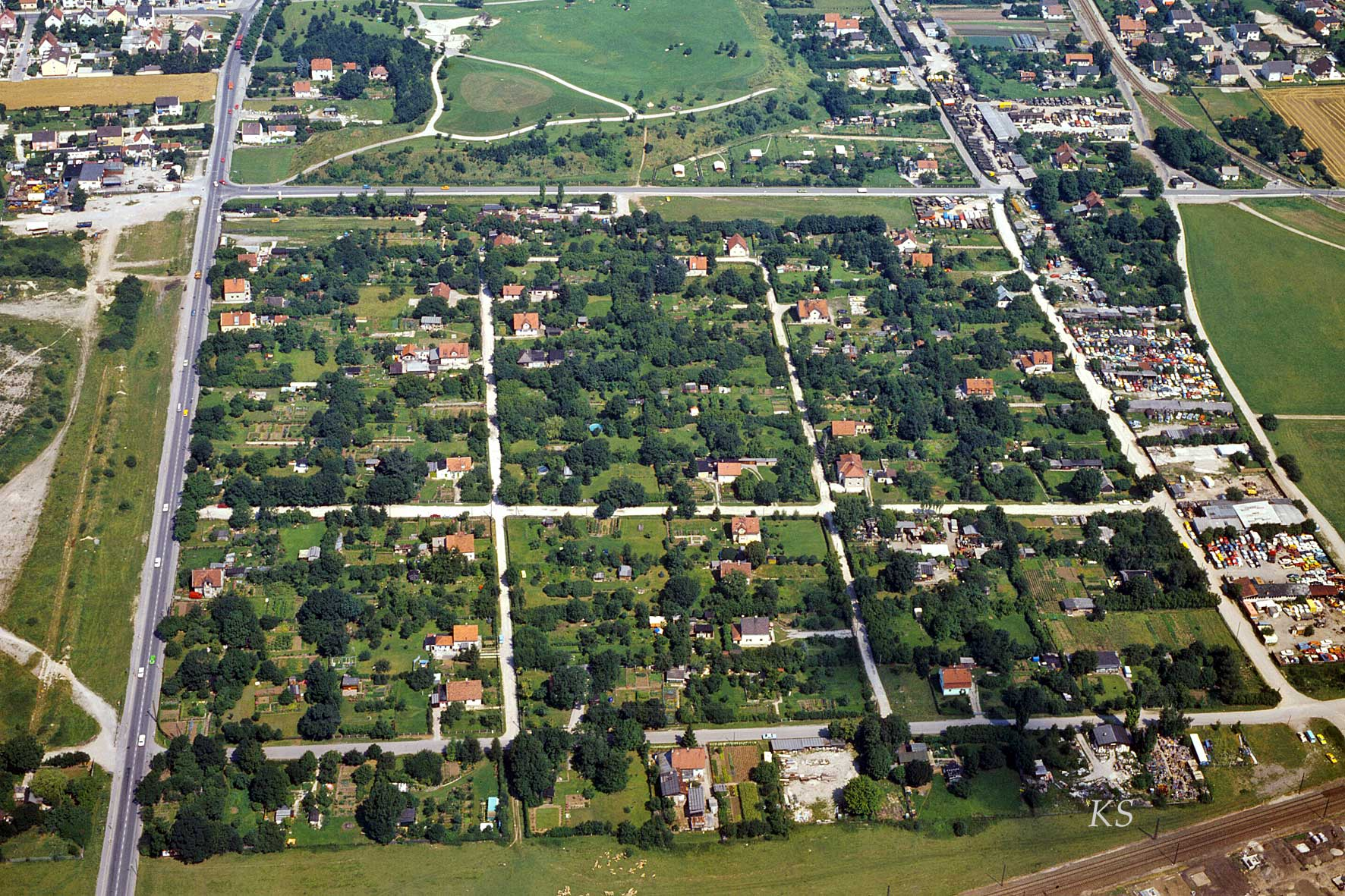
Luftbild der Eggarten-Siedlung, links die Lassallestraße
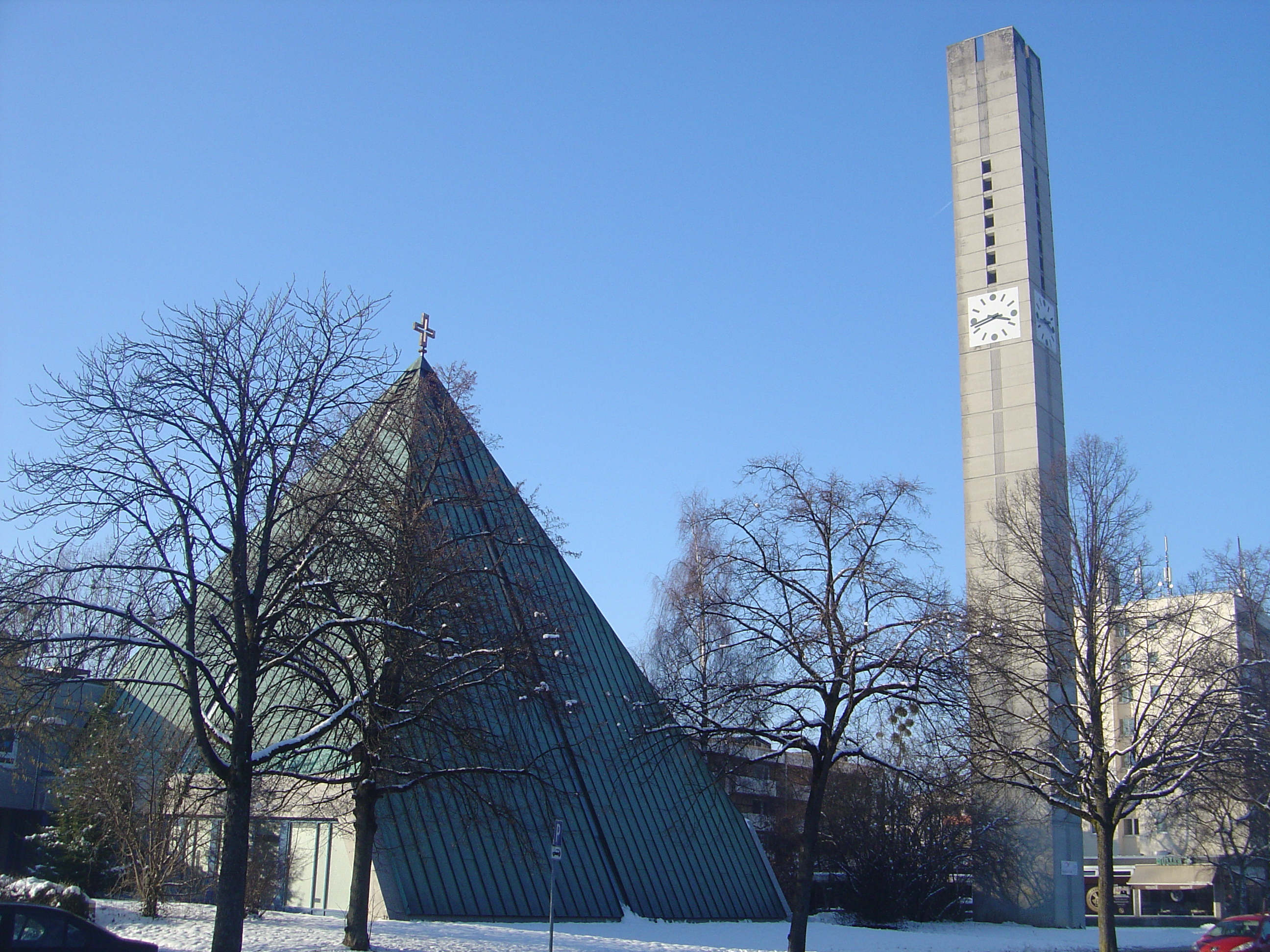
Kapernaumkirche
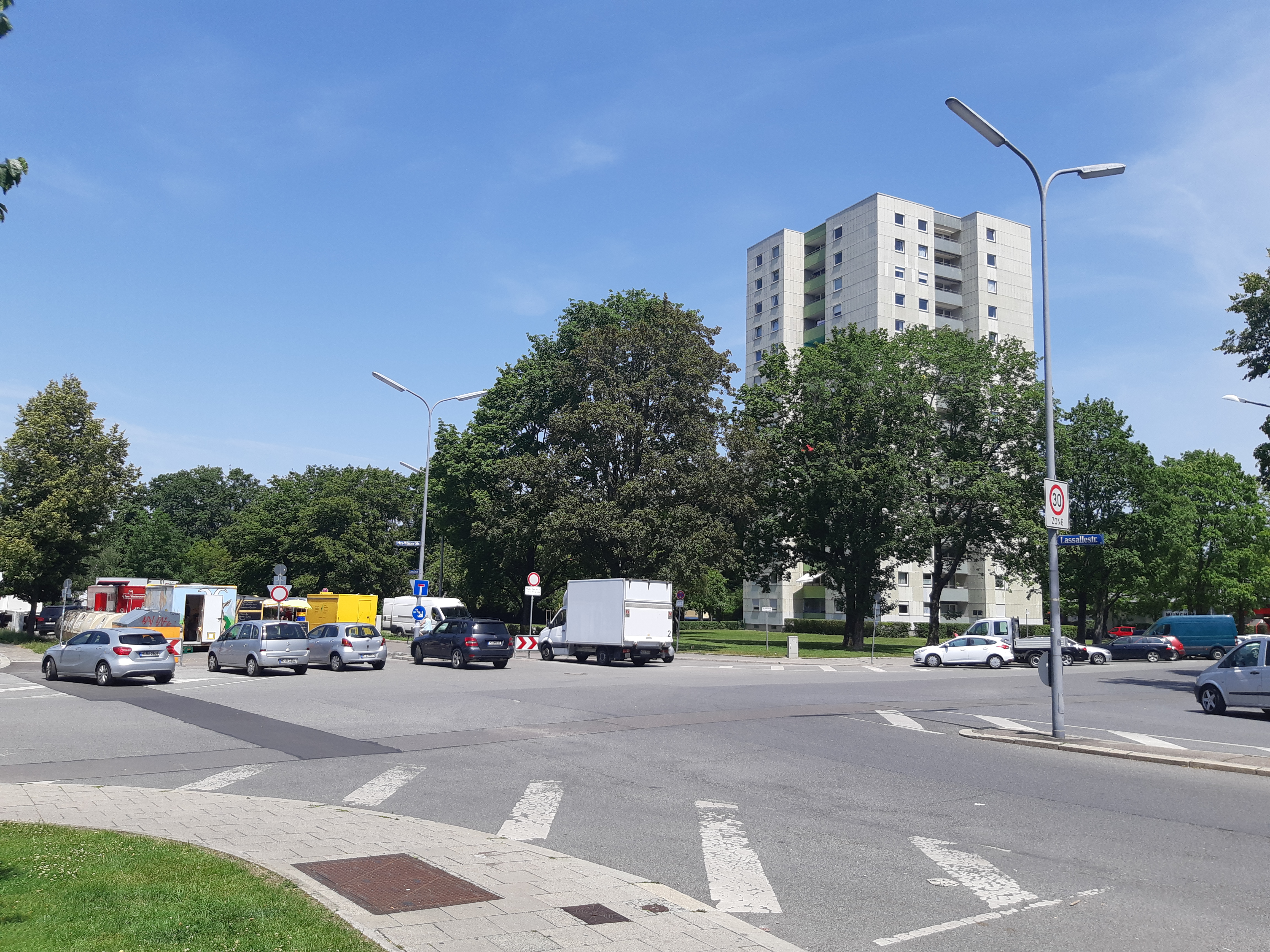
Nördliches Ende mit Übergang in die Franz-Fackler-Straße
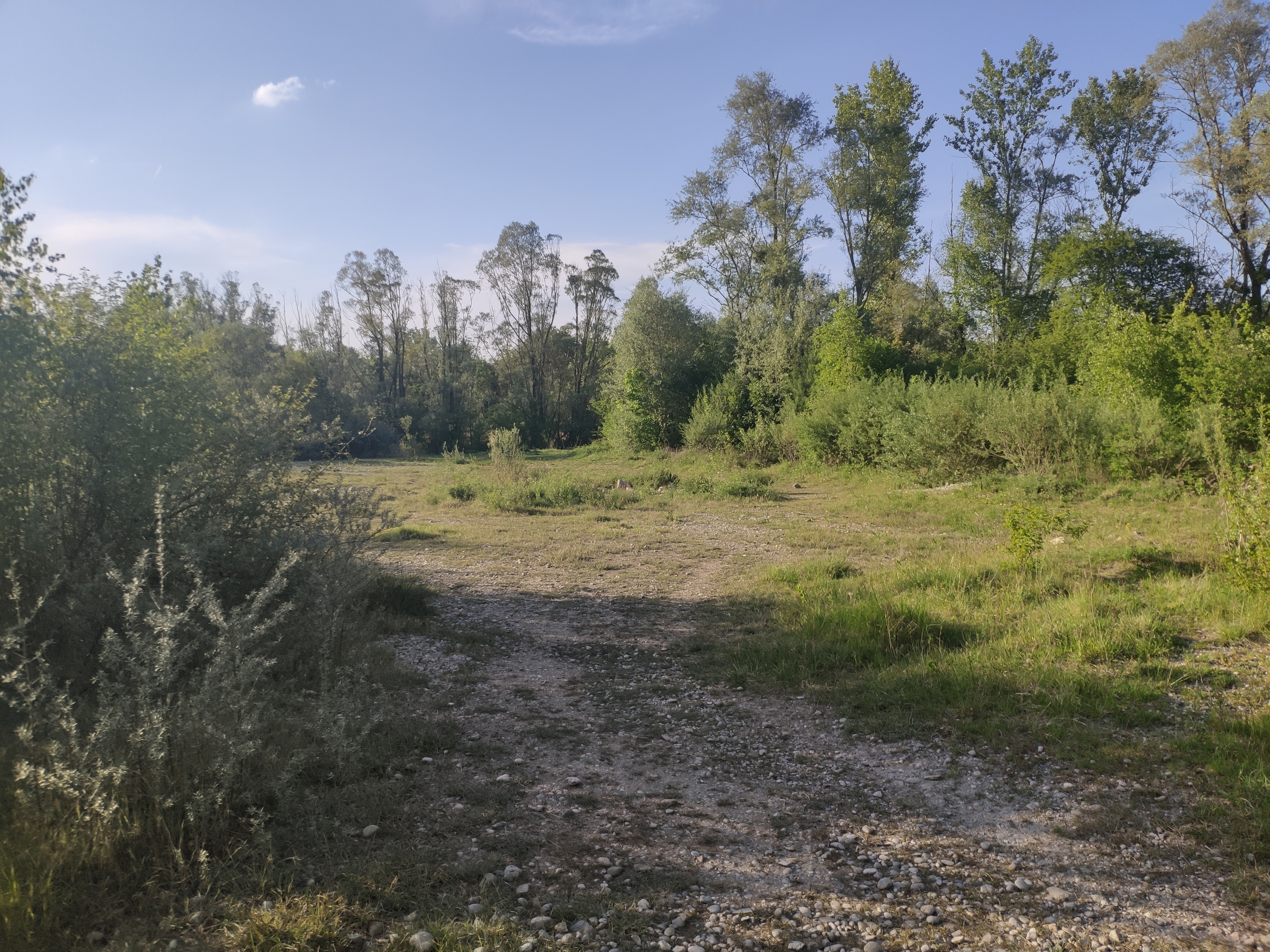
Wiesenbiotop im Südwesten

## Geschichte
Bis 1963 hieß die Lassallestraße Aufhüttenstraße. Sie begrenzte im Westen den Oberen Fasangarten, das Fasanengehege und Jagdrevier der bayerischen Herzöge und Kurfürsten bzw. ab 1806 der bayerischen Könige aus dem Hause Wittelsbach.
Zu den Olympischen Sommerspielen 1972 (zur besseren Verbindung zwischen dem Olympiapark und der Regattastrecke Oberschleißheim) in München wurde die Lassallestraße per Straßenbrücke über die Bahngleise zur Lerchenauer Straße geführt; diese Verbindung wurde nach den Olympischen Spielen auf Höhe Franz-Fackler-Straße aufgelöst.